# 切削液

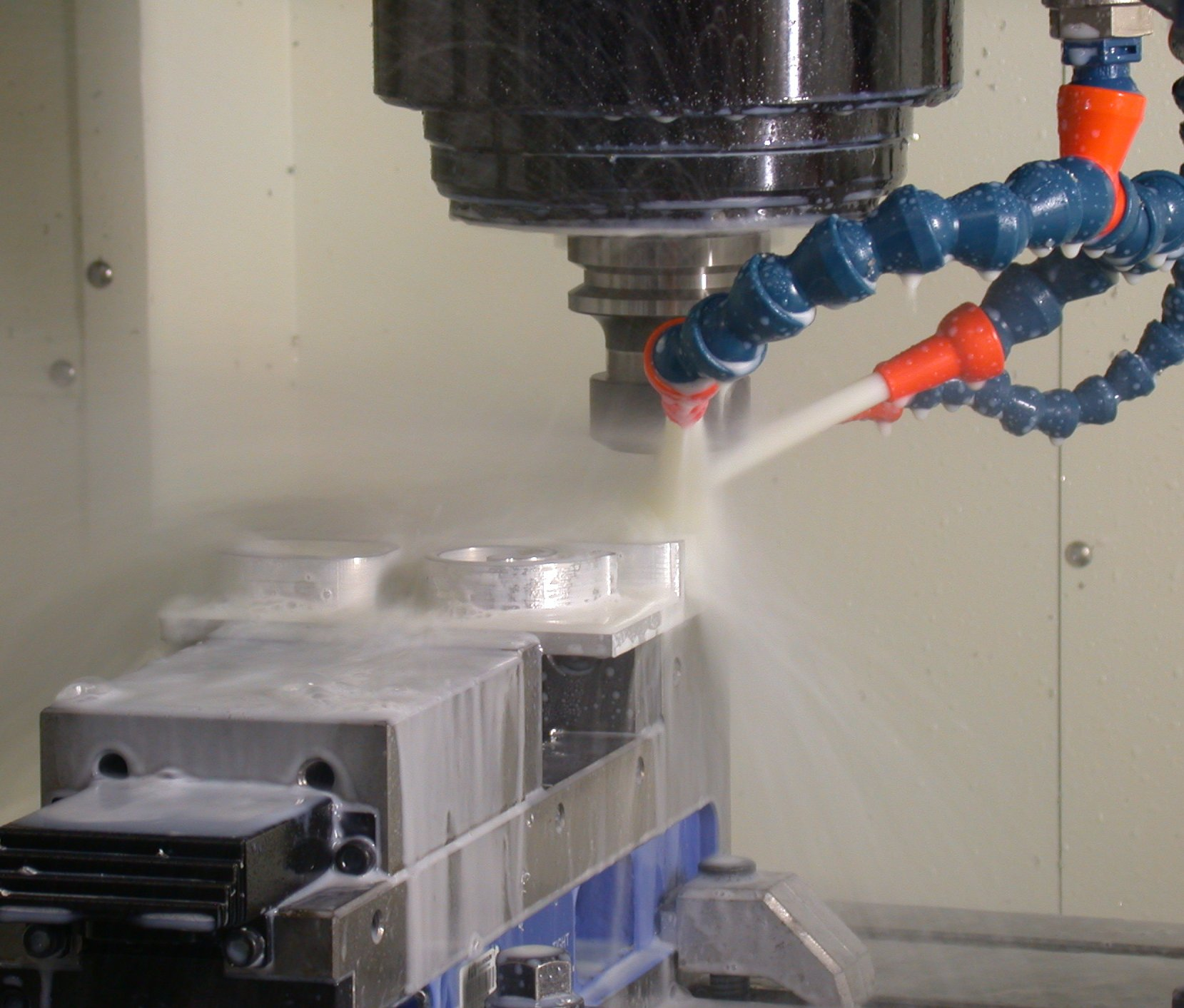
薄壁鋁銑銑刀上使用水基切削液。

切削液，有时也被称为切削油、切削液、冷卻液或潤滑劑，是一種在機械加工中用于冷却并润滑工件与刀具的专用液体。切削液可能是油、油水乳化液、膏劑、凝膠、气溶胶、空气、石油餾出物、動物脂肪、植物油、水或其他材料。
大多數金屬在加工過程中可因使用切削液而受益，此與工件材料有關，亦有例外情況，例如加工鑄鐵和黃銅時，由於切屑多呈短屑狀，與切削液混合後反而容易堵塞退屑通道，令切削效能下降。
良好的切削液的應具備的性能：
- 熱焓量大，足以吸収刀具及工件的熱量，以保持工作環境的溫度穩定（特別是精密工件）。
- 提高工件及刀具間之潤滑性，減少刀具磨損、切屑焊接、及延長刀具壽命。
- 無生化危險（毒性、細菌、真菌）和對環境安全。
- 防止機械和刀具生鏽。

## 功能

### 冷卻
切割金屬工件的过程中，刀具与工件摩擦生热，而工件周围的空气導熱性差，因此热量会积聚在工件上，导致工件變形。在通常的維護工作或个人愛好者进行的低强度作业中，环境周围的空气足以冷却工件。生產工作需要長時間的高强度作业，使用冷却液可以更迅速、充分地冷却工件，从而避免暫停生產并等待工件自然冷却。
工具或工件表面溫度過高也會破壞兩者的回火，軟化到無用或失效；再者，燃燒相鄰材料，也會產生不需要的熱膨脹或導致不希望有的化學反應，例如氧化。使用冷却液均可減低或避免這些不利因素的發生。

### 潤滑
除了冷卻之外，切削液還通過潤滑刀具切削刃和芯片之間的界面來幫助切削加工。使用液态切削液還可以加速切割並減少摩擦和刀具磨損。通過降低在該界面處的摩擦來防止過熱。這種潤滑也有助於防止芯片焊接到工具上，這將干擾隨後的切割。
有時往往添加極壓添加劑（EP, Extreme Pressure）的切削液，以進一步減少刀具磨損。

## 安全議題
切削液存在一些導致工人生病或受傷的機制。職業暴露與心血管疾病的增加有關。這些機制是基於機械加工工作中涉及的外部（皮膚）或內部接觸，包括接觸零件和工具；被液體濺到或噴濺；或在正常呼吸過程中霧氣沉積在皮膚上或進入口鼻。
切削液能引起操作工的职业疾病。常見的發生因素有：
- 切削液溅到皮肤上
- 加工车间的油雾浓度过高
- 锋利的切屑扎入手指
- 受到污染的衣物

切削液本身所包括的化學毒性或物理刺激性有：
1. 液體本身的刺激性
2. 在液體混雜的金屬顆粒（從切屑而來）
3. 在切削液中滋生的細菌或真菌
4. 用以抑制細菌或真菌的添加劑
5. 添加於機器和模具保護的腐蝕抑制劑

儘管毒性或刺激性的為害程度通常不高，但它有時足以引起皮膚、呼吸道或消化道的組織問題（例如口、喉、食管、氣管或肺）。因上述情況可能引發接觸性皮炎、職業性痤瘡、氣管炎、食管炎、支氣管炎、哮喘、過敏症、過敏性肺炎等症狀，若作業員原本即有呼吸道問題，將會更形惡化。
要安全的使用切削液，工廠宜為員工健康着想，選用環保型的切削液，並配備油霧收集器，保持車間通風。員工操機作業時應使用專業的勞保用品如防化袖套、p95口罩、線手套等，並勤洗手、換衣以维持最佳個人衛生。
由於切削液（特別是溶水油）含充足的水份及油脂，有利厭氧細菌的繁殖，常見的“星期一早上氣味”（由於從週五到週一停工，切削液缺乏流動曝氧），就是切削液需要更換的跡象。有時會添加防腐劑殺滅細菌，但這種方法必須權衡防腐劑是否會傷害工人的健康或環境，影響切削加工性能。盡可能保持切削液低溫是減緩微生物的生長有效方法。

## 分類
一般有三種類型的液體：礦物、半合成和合成。半合成和合成切削液代表了透過將乳化油懸浮在水基中將油的最佳性能與水的最佳性能結合的嘗試。這些特性包括：防銹、耐受各種水硬度（保持 pH 值穩定在 9 至 10 左右）、能夠與多種金屬配合使用、抗熱分解以及環境安全。
水是良好的熱導體，但作為切削液有缺點。它容易沸騰，促進機器部件生鏽，並且潤滑效果不佳。因此，需要其他成分來創造最佳的切削液。
- 水溶性（冷卻為主）
  - 溶液型
  - 乳化型：俗稱太古油又稱溶水油，與水混合可以產生穩定性佳的不透明白色乳化液，以礦物油或活性劑為主，最常用的切削液。
- 非水溶性（潤滑為主）
  - 礦物油
  - 動植物油
  - 混合油

### 書目
- 《切削刀具學》，李阿卻編著，全華圖書公司，P35頁～P39頁，民國73年。
- 《銑床工作法》，蘇春雄、沈金旺編著，全國圖書公司，P744頁～P45頁，民國74年。
- 《機工學》，張甘棠著，一文出版社，P294頁～P295頁，民國82年。
- 《實用機工學》，蔡德藏編著，正工出版社，P112頁～P117頁，民國78年。
- 《金屬切削原理》，趙芝眉、湯銘權、蔡在亶編著，科技圖書公司，P210頁～P219頁，民國78年。
- 《銑床加工問題與對策》，林維新編譯，機械技術出版社，P94頁～P98頁，民國75年。